# Amnion
Het amnion (Grieks: lamsvlies) is het binnenste vruchtvlies dat de vruchtzak of vruchtblaas omhult waarin het vruchtwater en het embryo, later de foetus, zich bevinden. In de tweede week na de bevruchting begint het amnion zich te vormen. Het buitenste vruchtvlies wordt gevormd door het chorion.
Het amnion is in de vierde week van de zwangerschap (vanaf de bevruchting) nog klein en hangt de kiemschijf met amnion en dooier vrij in de chorionholte. Uiteindelijk wordt de chorionholte geheel gevuld door de vruchtzak (amnionholte) en vergroeien chorion en amnion met elkaar. De vruchtzak is gevuld met het vruchtwater (amnionvloeistof).
Na de geboorte wordt ook de placenta met het vruchtvlies geboren: de nageboorte. Soms begint de bevalling als het vruchtvlies breekt en het vruchtwater via de vagina het lichaam van de moeder verlaat: het breken van de vliezen.

## Evolutie
Het amnion heeft zijn naam geleend aan de Amniota, een clade die niet de amfibieën omvat, maar verder alle nog levende viervoeters (Tetrapoda), inclusief de vogels. In deze diergroep vallen de gemeenschappelijke voorouders van onder andere de zoogdieren, dinosauriërs, vogels, slangen, schildpadden en hagedissen, die alle een vruchtvlies hebben.

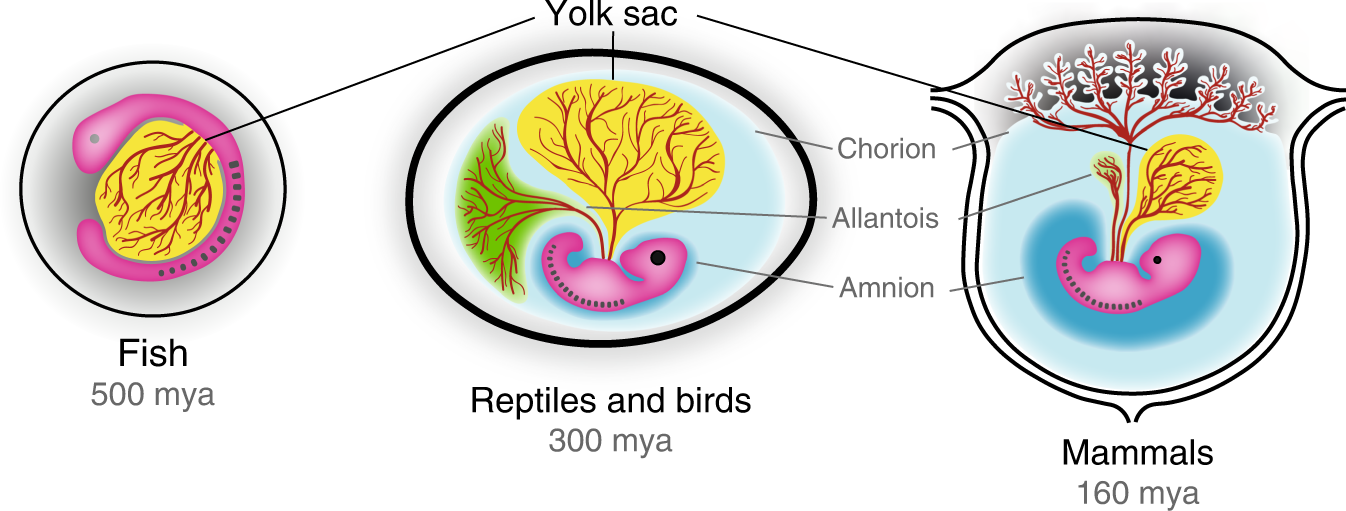
Amnion ontstaan tijdens de evolutie
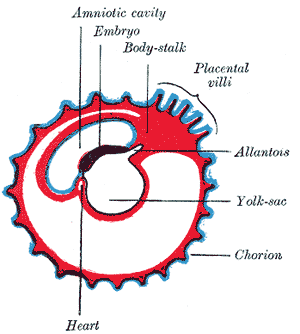
Een later stadium van de allantoische ontwikkeling, waarbij de verkleining van de dooierzak begint.
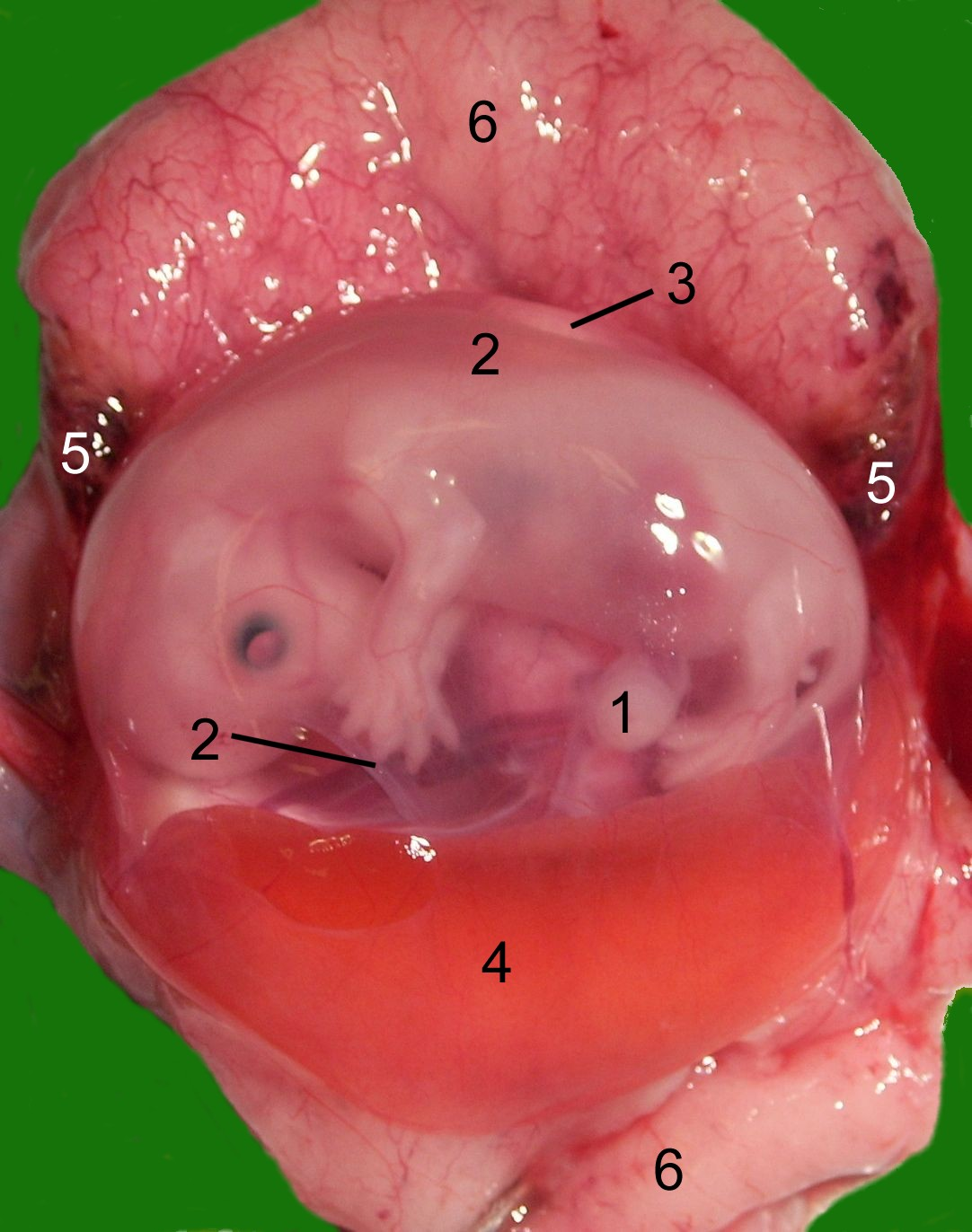
Geopende baarmoeder van een kat 1 = navelstreng 2 = amnion 3 = allantois 4 = dooierzak 5 = kleine bloeduitstorting 6 = moederdeel van de placenta (baarmoederslijmvlies)
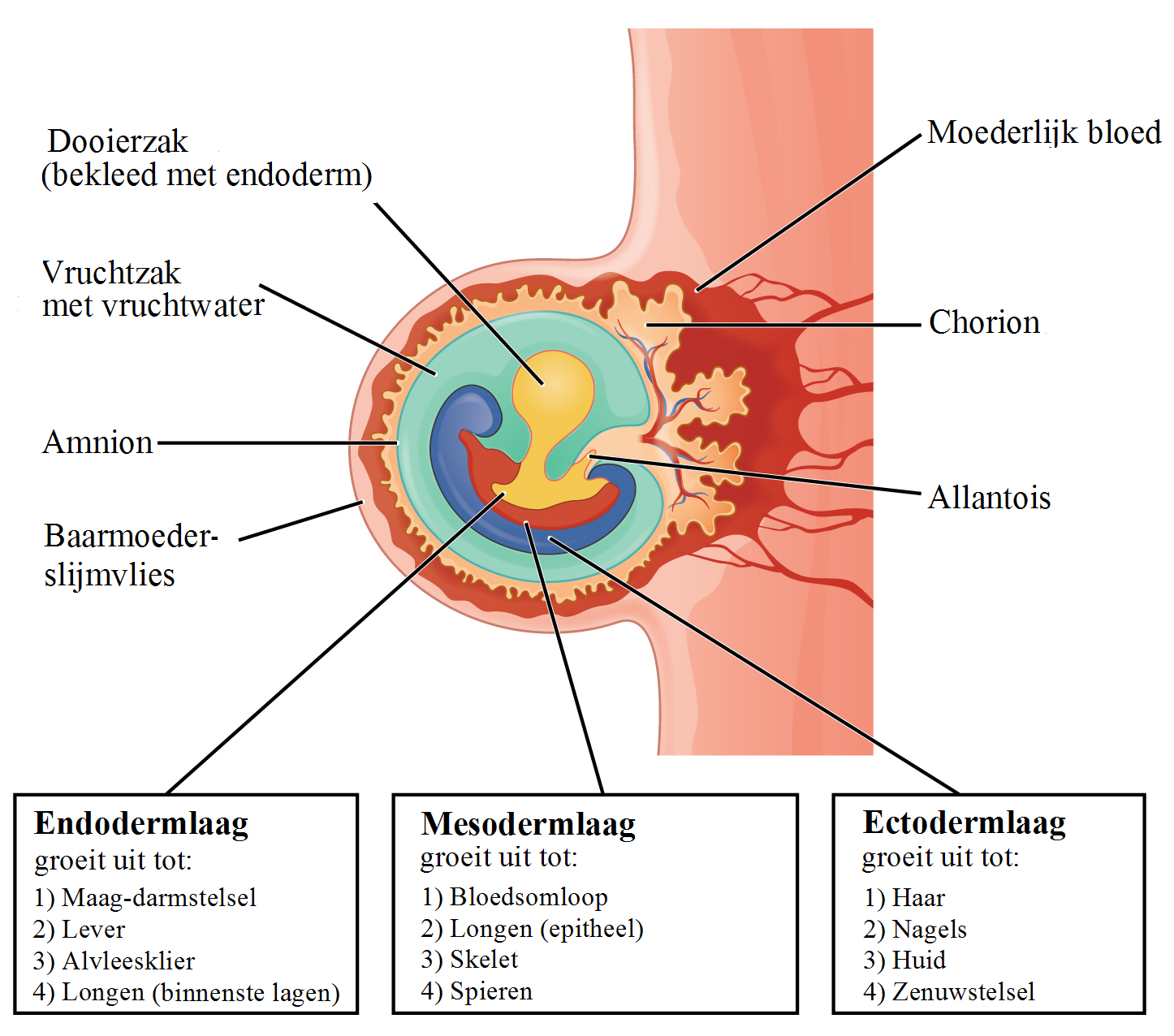
Embryo drie weken oud (vanaf de bevruchting)

- Geopende baarmoeder van een kat
1 = navelstreng 
2 = amnion 
3 = allantois 
4 = dooierzak 
5 =  kleine bloeduitstorting 
6 = moederdeel van de placenta (baarmoederslijmvlies)
- Embryo drie weken oud (vanaf de bevruchting)